# Stonehenge

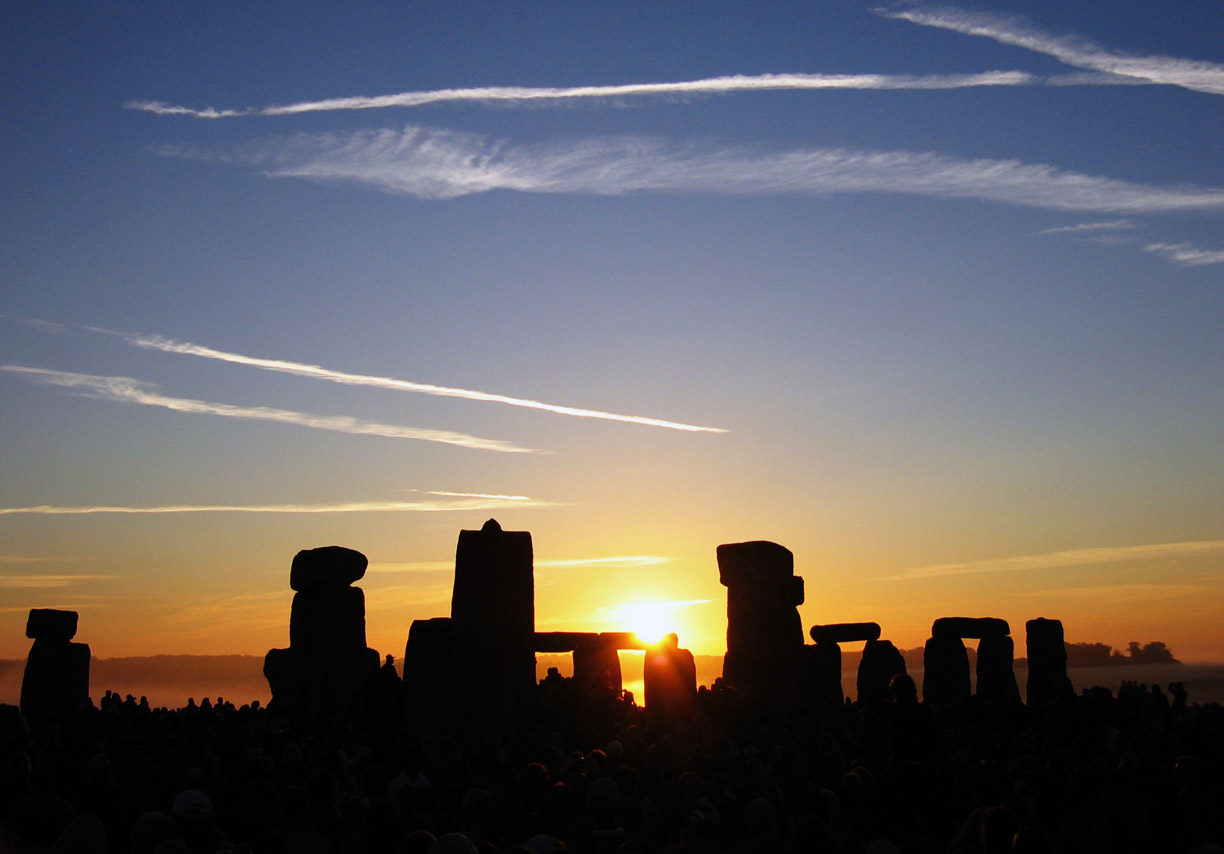
Wschód słońca nad Stonehenge w dniu przesilenia letniego

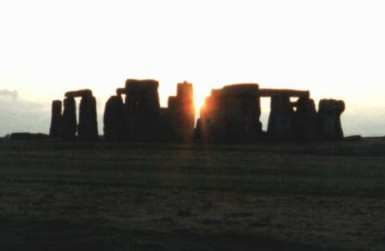
Zachód słońca nad Stonehenge

Stonehenge – jedna z najsłynniejszych europejskich budowli megalitycznych, pochodząca z epok neolitu i brązu. Kromlech ten położony jest w odległości 13 km od miasta Salisbury w hrabstwie Wiltshire w południowej Anglii. Najprawdopodobniej związany był z kultem Księżyca i Słońca. Księżyc mógł symbolizować tutaj kobietę (biorąc pod uwagę jej menstruację), Słońce – mężczyznę. Składa się z wałów ziemnych otaczających duży zespół stojących kamieni. Obiekt od 1986 roku jest wpisany na listę światowego dziedzictwa UNESCO wraz z Avebury oraz innymi okolicznymi stanowiskami neolitycznymi. Stonehenge ma status Scheduled Ancient Monument od 1882 roku, kiedy wprowadzono pierwszą legislację w celu ochrony historycznych zabytków w Wielkiej Brytanii. Właścicielem Stonehenge jest Korona Brytyjska, a zarządza nim organizacja English Heritage.
Obecny wygląd zabytku jest wynikiem prac renowacyjnych i rekonstrukcyjnych wykonanych w XX wieku.

## Etymologia
Nazwa pochodzi z języka staroangielskiego, od słów stān – kamień (ang. stone) i hencg – otaczać (ang. hinge) lub hen(c)en (szubienica). Ze słowa henge powstało słowo henges – kręgi – którym teraz są nazywane tego typu obiekty.

## Historia

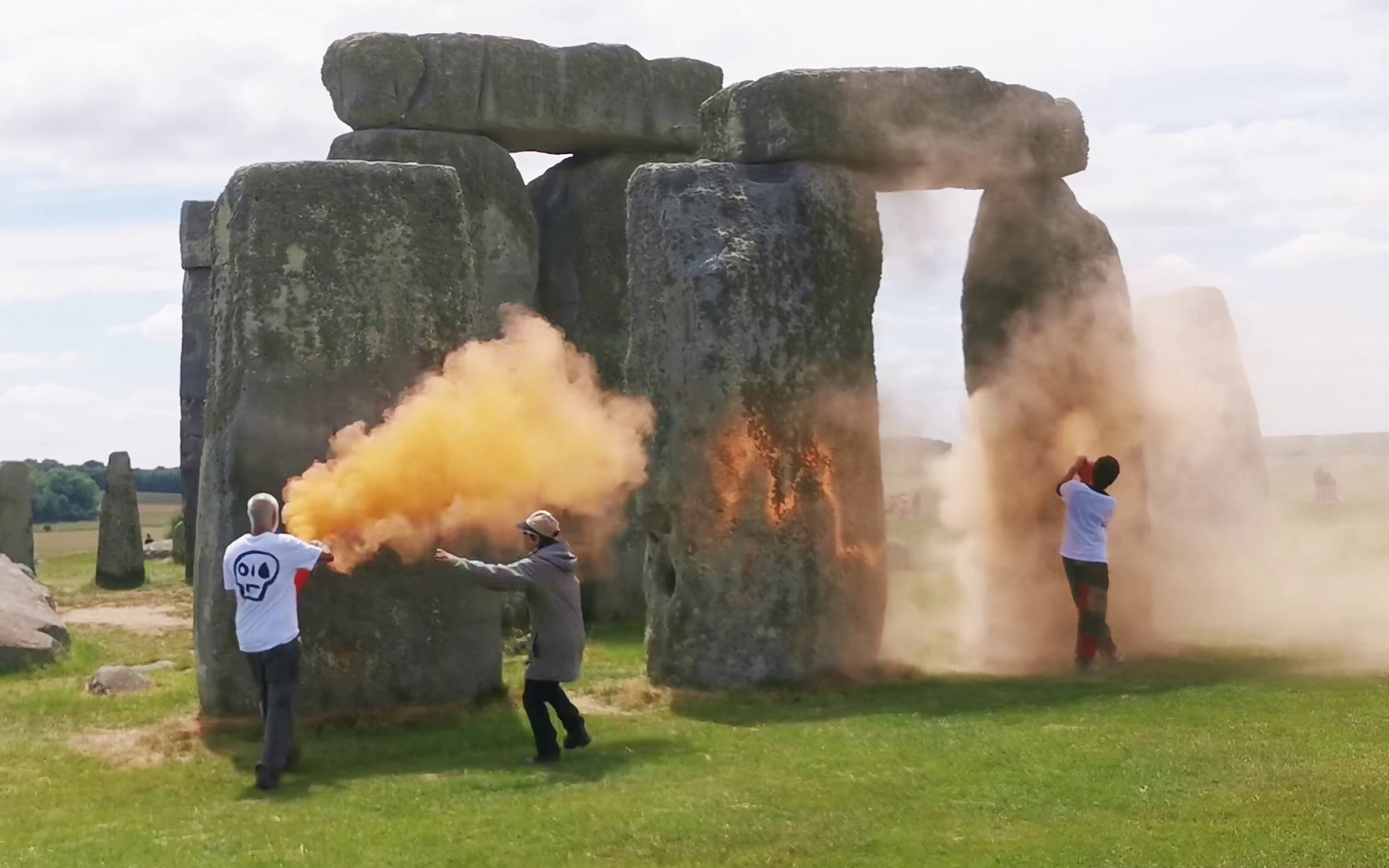
Zwandalizowanie Stonehenge przez Just Stop Oil

W rozwoju budowli wyróżnia się następujące okresy chronologiczne:
- Stonehenge 1 – około 2950–2900 p.n.e. (kultura pucharów dzwonowatych)
- Stonehenge 2 – około 2900–2400 p.n.e.
- Stonehenge 3a – od około 2600 p.n.e.
- Stonehenge 3b – około 2440–2100 p.n.e.
- Stonehenge 3c:
- Stonehenge 3d – 2270–1930 p.n.e. (kultura Wessex)
- Stonehenge 3e:
- Stonehenge 3f – do około 1600 p.n.e.

Miejsce, w którym powstała budowla Stonehenge, zyskało znaczenie kulturowe przed rokiem 2950 p.n.e. Świadczą o tym znajdujące się na zewnątrz megalitu groby datowane nawet na ok. 3100 rok p.n.e. oraz usypany z ziemi pierścień datowany również na ten okres.
W okolicach Stonehenge istniało bogate osadnictwo mezolityczne między IX a V tysiącleciem p.n.e. Jedna z hipotez tłumaczących wybór tego miejsca jest związana ze zjawiskiem zabarwiania krzemienia przez występującą w rzece Avon hildenbrandię rzeczną, które mogło być uznawane za dobry omen.
W napisanym przez Geoffreya z Monmouth w 1136 roku dziele Historia Regum Britanniae (Historia Królów Brytanii) udział przy budowie Stonehenge przypisywany jest Merlinowi, jednej z postaci z arturiańskich legend. Pomocy swej przy budowie użyczyć miały również mityczne olbrzymy.

## Budowa

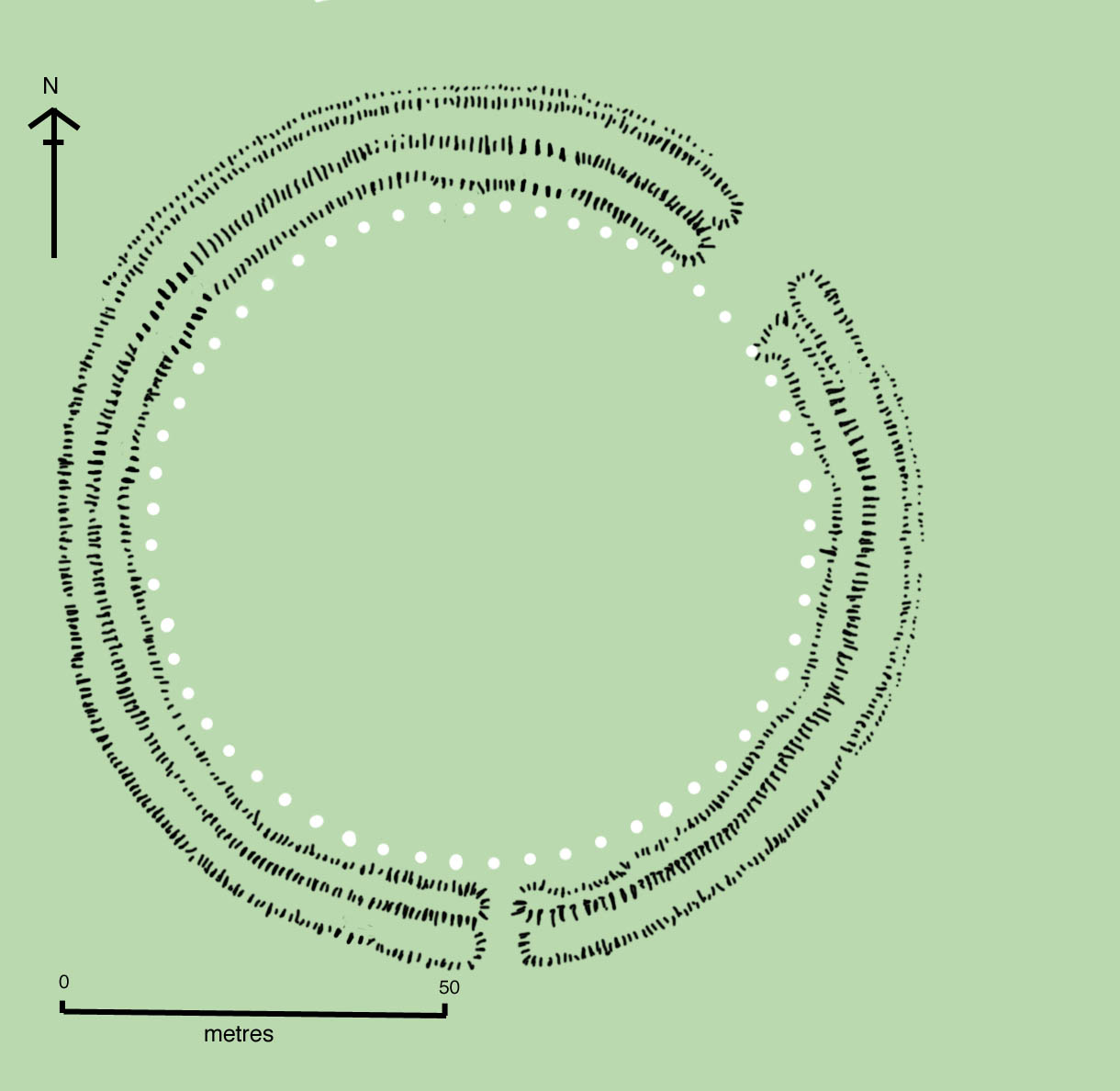
Stonehenge faza pierwsza

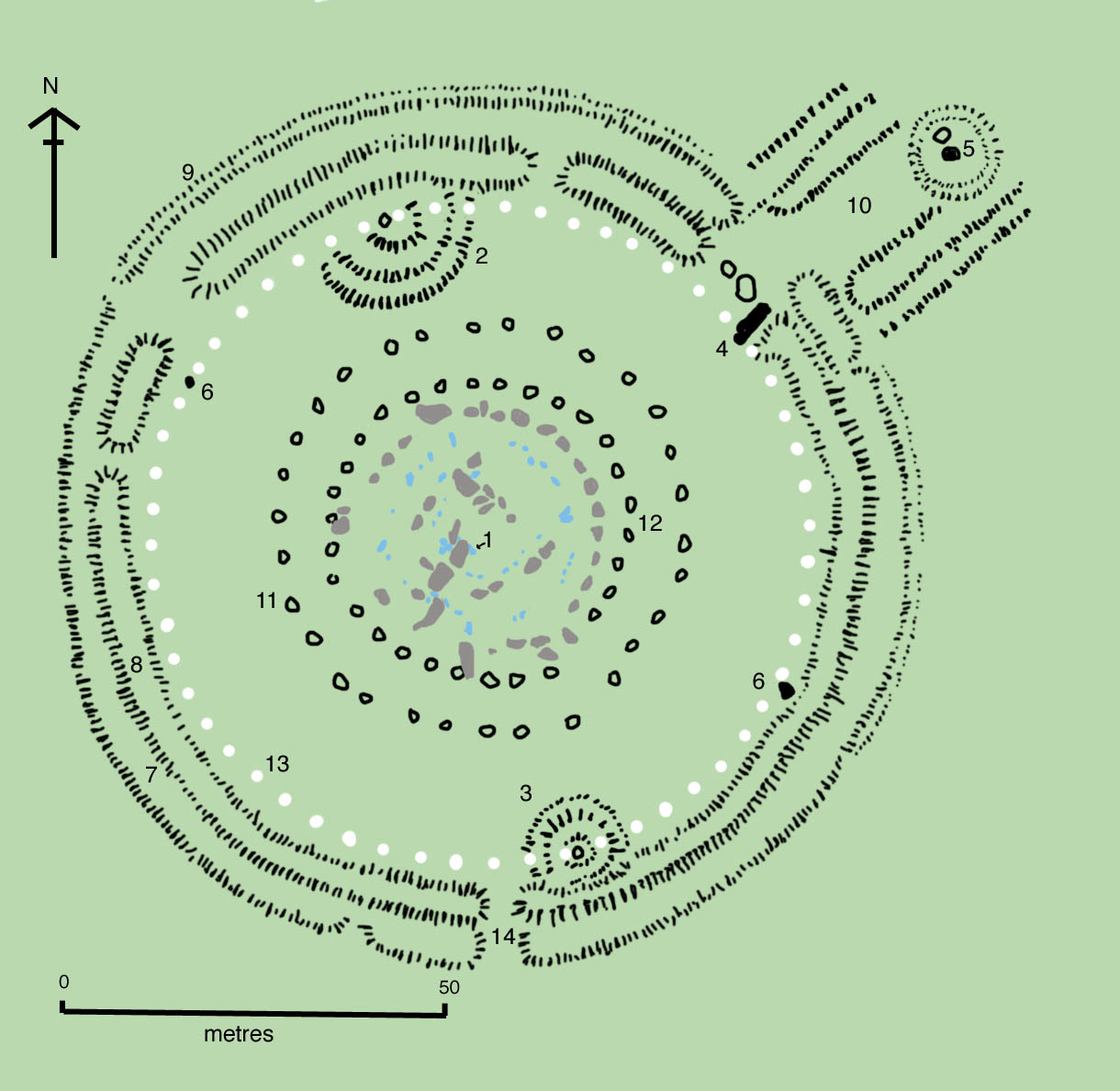
Plan Stonehenge

Stonehenge składa się z kolejnych elementów, ustawianych w dużych odstępach czasowych (sanktuarium powstawało stopniowo, przez ponad tysiąc lat). Aleja wiodąca do Stonehenge ciągnie się na długości około 3 km i jest szeroka na 11 m. Pierwotnie jej krawędzie ograniczał wał ziemny. Podobna konstrukcja okala całe stanowisko. Pierwszym elementem na drodze z alei do wnętrza kręgów jest Heel Stone, ustawiony około 2600 roku p.n.e. Mniej więcej w tym samym czasie, wewnątrz kredowych wałów pojawiają się również 4 Station Stones. Zewnętrznym, pierwszym kamiennym kręgiem, jest pierścień 30 kamieni (zwanych Sarsenami) o średnicy 40 m, datowany na ok. 2450 rok p.n.e. Wewnątrz niego znajduje się pierścień egzotycznie wyglądających, błękitnych kamieni (Bluestones). Do samego wnętrza Stonehenge prowadzi jeszcze monumentalna podkowa złożona z pięciu trylitów (o wysokości około 9 m), oraz mała podkowa złożona z 30 Bluestones. Obydwie podkowy otwarte są w kierunku alei. W samym centrum Stonehenge znajduje się tzw. Altar Stone – dziś przewrócony.
Ponadto, wewnątrz kredowych wałów, archeologiczne badania wykazały istnienie tzw. Aubrey Holes, czyli 56 jam o średnicy 2 m i głębokości około metra. Gerald Hawkins, w swoim artykule „A Neolithic Computer” (dla Nature, 27 stycznia 1964), postawił tezę mówiącą, jakoby Aubrey Holes były używane jako specyficzny komputer do przewidywania zaćmień Słońca i Księżyca, lecz teoria ta w krótkim czasie została obalona. Jamy prawdopodobnie są śladem po dodatkowej, drewnianej konstrukcji otaczającej kamienne kręgi.
Na obszarze stanowiska – na zewnątrz pierścienia Sarsenów – znaleziono również dwa pierścienie mniejszych jam, nazwanych kolejno X i Y, w liczbie 30 i 29. Zwraca uwagę to, że liczba otworów odpowiada średniej ilości dni w miesiącu synodycznym.
Oś podkowy wyznacza kierunek, z którego wschodzi Słońce w najdłuższym dniu w roku, podczas letniego przesilenia. Sanktuarium wzniesione jest z dwóch rodzajów kamienia. Największe, bloki sarsenu (piaskowca twardszego niż granit) pochodzą z okolic Marlborough Downs (około 30 km na północ od Stonehenge), natomiast mniejsze, błękitne skały (przypominające gabro lub labradoryt) – z Pembrokeshire w Walii, położonego około 250 km od budowli.

## Archeoastronomia
Stonehenge jest ukierunkowane północno-wschodnio–południowo-zachodnio (NE–SW). Wielka debata na temat znaczenia Stonehenge wytworzyła się po publikacji w 1963 roku Stonehenge Decoded przez angielskiego astronoma Geralda Hawkinsa, który twierdził, że odnalazł wiele powiązań między ustawieniem głazów a pozycją obiektów niebieskich i Słońca. Uważał, iż Stonehenge mogło być używane do przewidywania zaćmień. Jego badania zostały szeroko uznane w środowisku naukowym, jako że do ich przeprowadzania używał obliczeń komputerowych (wtedy należących do rzadkości). Następcami w badaniach byli C.A. Newham wraz z Sir Fredem Hoyle’em oraz inżynier Alexander Thom, który poświęcił na badania nad Stonehenge 20 lat. Ich teorie były ostro krytykowane przez Richarda Atkinsona i innych.

## Repliki

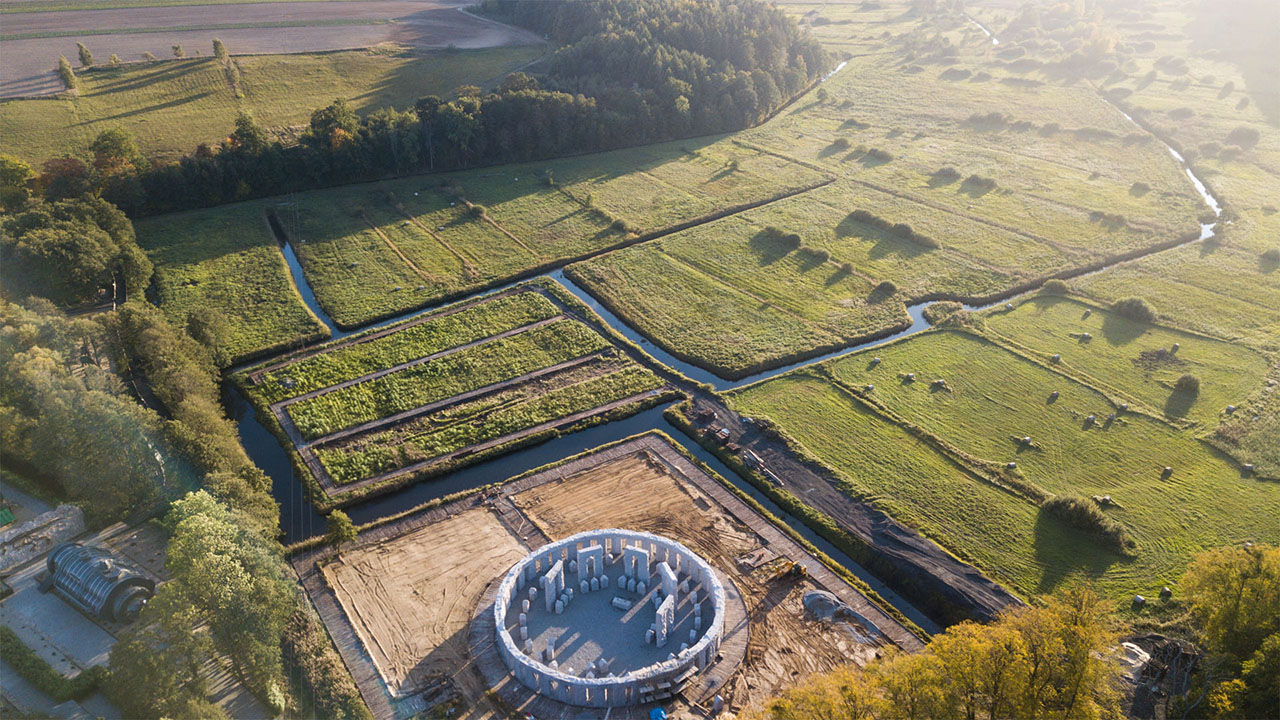
Polska replika Stonehenge w Sławutówku

Istnieje pełnych rozmiarów replika Stonehenge w Maryhill w stanie Waszyngton, wybudowana przez Sama Hilla jako pomnik wojenny. Stonehenge Aotearoa w regionie Wairarapa w Nowej Zelandii jest nowoczesną adaptacją ukierunkowaną w powiązaniu z Antypodami, zostało wybudowane przez Phoenix Astronomical Society z drewna i malowanego betonu.
W 2018 roku Park Ewolucji w Sławutówku zbudował pierwszą w Polsce pełnych rozmiarów replikę Stonehenge.
University of Missouri w Rolla ma własną kopię o połowę mniejszą od oryginalnego Stonehenge. Także East Stroudsburg University ma małą replikę. Carhenge zostało wybudowane z samochodów przez artystę Jima Reynoldsa w 1987 roku i znajduje się w Alliance (Nebraska). Tankhenge istniało przy granicy Berlina Wschodniego i Zachodniego po upadku muru berlińskiego i zostało skonstruowane z trzech radzieckich pojazdów.